# Балканська ліга

Балкани у 1912 році

Балка́нська лі́га, або Балканський союз (болг. Балкански съюз, грец. Βαλκανική Συμμαχία/Balkaniki Symmachia, серб. Балкански савез/Balkanski savez) — військово-політичний блок Королівства Сербія, Королівства Чорногорія, Грецького королівства та Болгарського царства спрямований проти Османської імперії протягом Балканських воєн 1912—1913.

## Історія
Після численних перемог, отриманих італійцями над Османською імперією в Італійсько-турецькій війні 1911 р. Балканські країни усвідомили потребу в співпраці для спільного протистояння Османській імперії. Цьому також активно сприяла російська дипломатія.
13 березня 1912 р. між Королівством Сербія і Болгарським царством було підписано секретний двосторонній захисний договір про альянс, який містив секретний додаток про поділ Османської імперії.
12 травня 1912 відповідно до цього договору було підписано військову конвенцію, за якою у випадку війни проти Османської імперії або Австро-Угорської імперії Королівство Сербія мало виставити армію в 150 тисяч, Болгарія — 200 тисяч.
29 травня 1912 між Болгарським царством та Грецьким королівством було підписанно Греко-болгарський договір. Грецьке королівство ставило мету зміцнити власну безпеку і взяти участь в можливому поділі території Османської імперії.
Пізніше подібний договір було підписано між Болгарським царством і Королівством Чорногорія, в результаті чого на Балканах виникла мережа альянсів, спрямованих проти Османської імперії.
Французька республіка і Велика Британія вбачаючи вплив на Лігу Російської імперії, та Австро-Угорська імперія, яка не бажала посилення на своїх південних кордонах Сербської держави, намагались відмовити Лігу від вступу у війну, але ці спроби виявились марними.
30 вересня 1912, готуючись до війни з Османською імперією, Болгарське царство і Королівство Сербія провели мобілізацію.
5 жовтня 1912 Грецьке королівство і Болгарське царство уклали військову конвенцію до договору від 29 травня 1912.
8 жовтня 1912 Королівство Чорногорія оголосила війну Османській імперії, розпочавши Першу балканську війну.
13 жовтня 1912 інші три держави Ліги подали Османській імперії ультиматуми, а 17 жовтня — оголосили війну проти неї.
Під час війни комбіновані християнські армії колишніх колоній Османської імперії низкою перемог фактично знищили османську владу в Європі, але в результаті поділу відвойованої у Османської імперії території Македонії між країнами Ліги виникли суперечності. Напруженість призвела до розпаду Ліги і початку серед колишніх союзників Другої балканської війни, в якій Болгарське царство протистояло Королівству Сербія і Грецькому королівству, до яких пізніше приєднались Османська Імперія і Румунське королівство. 7 жовтня 1913 війну Болгарському царству оголосила також і Російська імперія.